# 圣科隆布 (约讷省)
圣科隆布（法語：Sainte-Colombe，法語發音：[sɛ̃t kɔlɔ̃b] ⓘ）是法国勃艮第-弗朗什-孔泰大区约讷省的一个市镇，位于该省东南部，属于阿瓦隆区。

## 地理
圣科隆布（47°34'0"N, 3°58'9"E）面积18.48 平方千米，位于法国勃艮第-弗朗什-孔泰大區约讷省，该省份为法国中北部内陆省份，西接卢瓦雷省，西北接塞纳-马恩省，南至涅夫勒省，东临科多尔省，东北与奥布省接壤。
与圣科隆布接壤的市镇（或旧市镇、城区）包括：库塔尔努、昂日利、阿蒂、迪桑吉、茹拉维尔、普罗旺西、托里。

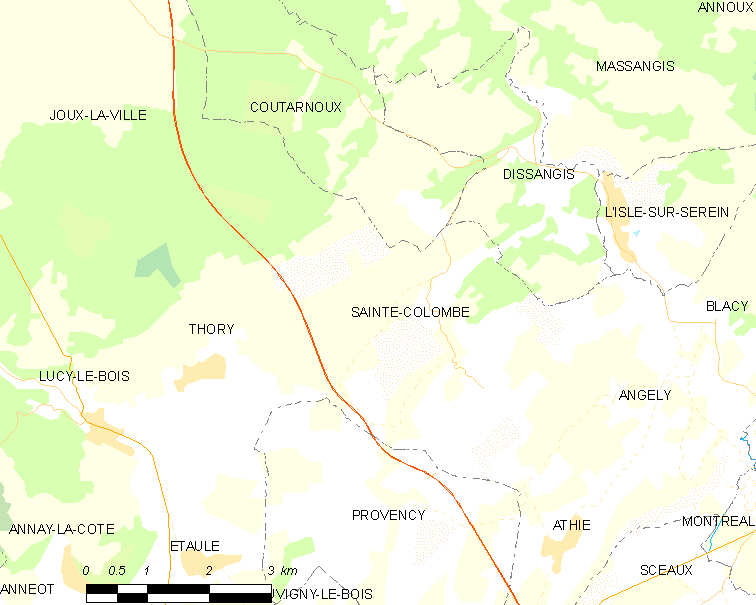
的OSM定位图

圣科隆布的时区为UTC+01:00、UTC+02:00（夏令时）。

## 行政
圣科隆布的邮政编码为89440，INSEE市镇编码为89339。

## 政治
圣科隆布所属的省级选区为茹拉维尔县。

## 人口

1962-2008年间人口变化图示

圣科隆布于2022年1月1日时的人口数量为185人。